# Белый, Андрей (футболист)
Андре́й Бе́лый (1914 — неизвестно) — советский футболист.
В чемпионате СССР провёл одну игру — 12 июня 1938 года в составе ленинградского «Зенита» («Большевик») против «Динамо» Киев (1:2).